# Mazowszany
Mazowszany (prononciation : [mazɔfˈʂanɨ]) est un village polonais de la gmina de Kowala dans le powiat de Radom de la voïvodie de Mazovie dans le centre-est de la Pologne.
Il se situe à environ 5 kilomètres au nord-est de Kowala (siège de la gmina), 7 kilomètres au sud de Radom (siège de le powiat) et à 98 kilomètres au sud de Varsovie (capitale de la Pologne).
Le village compte approximativement une population de 800 habitants en 2013.

## Histoire
De 1975 à 1998, le village appartenait administrativement à la voïvodie de Radom.